# Сивец
Сиве́ц (лат. Succísa) — род цветковых растений подсемейства Ворсянковые (Dipsacoideae) семейства Жимолостные (Caprifoliaceae); согласно более старой классификации — род семейства Ворсянковые (Dipsacaceae).
По более ранним классификациям род Сивец считался монотипным с единственным видом — сивцом луговым (Succisa pratensis), многолетним травянистым растением, распространённым в Евразии от Исландии до Восточной Сибири. По современной классификации выделяется 4 подтверждённых вида и 6, ожидающих подтверждения своего таксономического положения.
Трава и корень сивца лугового используются в народной медицине.

## Классификация

### Таксономия
Succisa  Haller, 1768, Hist. Stirp. Helv. 1: 87
Род Сивец (Succisa) относится к семейству Жимолостные (Caprifoliaceae) порядка Ворсянкоцветные (Dipsacales). Кладограмма в соответствии с Системой APG IV по состоянию на декабрь 2023 года:
|  |                          |  |                                   |                                   |             |  | еще 1 семейство |              |              |                                                          |
|  |                          |  |                                   |                                   |             |  |                 |              |              | 4 подтвержденных вида и 6 видов, ожидающих подтверждения |
|  |                          |  |                                   | порядок Ворсянкоцветные           |             |  |                 |              | Сивец        |                                                          |
|  |                          |  |                                   | порядок Ворсянкоцветные           |             |  |                 |              | Сивец        |                                                          |
|  | клада Цветковые растения |  |                                   |                                   | Жимолостные |  |                 |              |              |                                                          |
|  | клада Цветковые растения |  |                                   |                                   |             |  |                 |              |              |                                                          |
|  |                          |  | ещё 63 порядка цветковых растений | ещё 63 порядка цветковых растений |             |  |                 | еще 28 родов | еще 28 родов |                                                          |
|  |                          |  |                                   | ещё 63 порядка цветковых растений |             |  |                 |              | еще 28 родов |                                                          |

## Виды
- Succisa kamerunensis Engler ex Mildbraed
- Succisa pinnatifida Lange
- Succisa pratensis Moench - Сивец луговой
- Succisa trichotocephala Baksay